# Paulina Lavista
Paulina Lavista (1945) es una artista mexicana, fundadora del Salón de la Plástica Mexicana, ha incursionado en el cine, las letras y las música. 

## Historia
Su padre es Raúl Lavista, compositor de música para cine, y le infundió el amor por la ópera, mientras su madre, la pintora Helen Lavista, la acercó a las artes plásticas. Tuvo una hermana mayor, que murió de fiebre tifoidea, y dos hermanos menores. Durante su juventud, fue modelo. En los años 60, trabajó en el cine con Aldo Monti, Rafael Corkidi y Antonio Reynoso.

## Carrera
Trabajó en la producción de películas como Fando y Lis, de Alejandro Jodorowsky, y Mariana, de Juan Guerrero. Durante los Juegos Olímpicos de México 1968, coordinó las tareas visuales. Trabajó retratos en fotografía, por ejemplo de Octavio Paz, Lyn May. También realizó retratos en pintura.  
El 8 de mayo de 2013, inauguró una retrospectiva con 75 imágenes. Se trata de Momentos dados, que se puede visitar en el Centro Cultural Isidro Fabela Museo Casa del Risco.

## Algunas publicaciones
- vida Yovanovich, Mónica Cárdenas, paulina Lavista, maya Goded, xill Fessenden, yolanda Andrade, cecilla Salcedo, marcela taboada Avilés. 2007. Imágenes de México: ocho fotógrafas. Colección Ojos de tiempo. Ediciones Los Ojos del Tiempo

- paulina Lavista. 2004. Danza sacra-- o profana: exposición fotográfica : catálogo, noviembre 2004. Editor Casa Lamm Centro de Cultura

- ------------------, Fernando Gamboa, salvador Elizondo. 1981. Paulina Lavista, sujeto, verbo y complemento: 150 fotografías : febrero-abril. Editor Museo de Arte Moderno, 20 pp.

- ------------------, salvador Elizondo. 1970. Photemas: fotografías de Paulina Lavista. Vol. 8 de Exposiciones de los críticos. Editor Instituto Nacional de Bellas Artes (México)